# Zoran Janković (politicus)
Zoran Janković (Saraorci bij Smederevo, 1 januari 1953) is een Sloveens ondernemer en politicus. Hij is sinds 2006 burgemeester van Ljubljana. Hij is de oprichter en ex-voorzitter van de voormalige politieke partij Positief Slovenië.

## Biografie

### Jeugd en studies
Janković werd geboren in een Servisch-Sloveens gezin in het dorp Saraorci. Zijn Servische vader en Sloveense moeder verhuisden naar Ljubljana, en Janković bleef achter bij zijn grootouders. In 1964 herenigde het gezin zich in Ljubljana. Ondanks het feit dat Janković bij aankomst geen Sloveens sprak, liep hij onderwijs in Ljubljana. In 1980 behaalde hij zijn diploma economie aan de Universiteit Ljubljana met zijn thesis "Opkopers van landbouwproducten bij ons".

### Carrière

#### Privésector
Vanaf 1997 was hij werkzaam voor Mercator, de grootste detailhandelaar van Slovenië. Als directeur van het bedrijf bouwde hij Mercator uit tot het grootste Sloveense bedrijf met een groot aantal vestigingen in Zuidoost-Europa.
Zijn afzetting in 2006 door de raad van bestuur van Mercator wordt in de Sloveense pers verbonden met het beleid van de regering van Janez Janša.

#### Sport
Janković was tevens voorzitter van de basketbalclub Union Olimpija tussen 1984 en 1990. Tussen 1992 en 1997 was hij voorzitter van de vrouwenhandbalclub Krim Electa en van 1996 tot 2004 was hij bondsvoorzitter van de Sloveense handbalbond. In 2004 kwam hij op als voorzitter van de Europese Handbalfederatie, maar verloor al in de eerste ronde.

### Politieke carrière

#### Burgemeesterschap
Op 22 oktober 2006 werd hij met 62,99 procent van de stemmen voor het eerst verkozen tot burgemeester van Ljubljana. Dr. Franc Arhar behaalde 20,85 procent en zittend burgemeester Danica Simšič slechts 7,70 procent. Zijn lijst, Lijst Zoran Janković, behaalde 23 van de 45 zetels in de stadsraad. Janković won ook de lokale verkiezingen van 2010, 2014, 2018 en 2022 in Ljubljana in de eerste ronde, steeds met circa zestig procent van de stemmen.

#### Nationale politiek
Op 22 oktober 2011 richtte hij de partij Lijst Zoran Janković - Positief Slovenië. In 2011 won Positief Slovenië de vroegtijdige parlementsverkiezingen met 28,51 procent van de stemmen. President Danilo Türk benoemde Janković tot formateur. De coalitie Positief Slovenië-SD-DeSUS behaalde niet de meerderheid van de stemmen in het parlement nadat zeven parlementsleden van die partijen tegen stemden. Het formateurschap ging door naar Janez Janša.

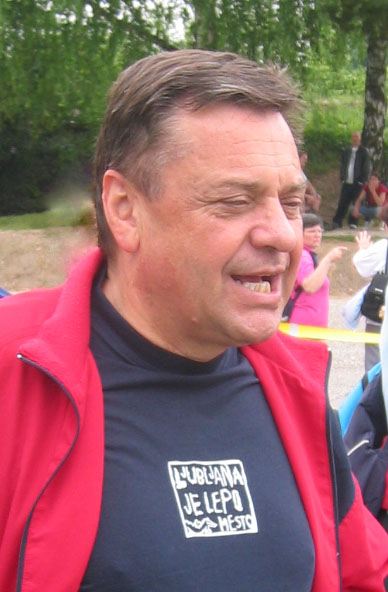
Janković in 2007

Op het partijcongres in 2013 meldde Janković zijn voorzitterschap en alle andere functies binnen de partij "bevroor" tot de nieuwe voorzitterverkiezingen, na aantijgingen van de Commissie voor Corruptiepreventie. Alenka Bratušek volgde hem op als partijvoorzitter. Janković kwam in 2014 op in de voorzittersverkiezingen van de partij als tegenkandidaat voor Bratušek, die sinds 20 maart 2013 premier was van Slovenië. De reden hiervoor zouden de spanningen zijn achter de schermen over wie feitelijk de touwtjes in handen had. Janković versloeg Bratušek, die ontslag nam als premier en uit de partij stapte. Positief Slovenië leed een zware nederlaag in de daaropvolgende parlementsverkiezingen door de affaire en behaalde de verkiezingsdrempel niet. De nieuwe partij van Bratušek, Alliantie Alenka Bratušek, behaalde vier zetels.
Vučić gaf voor de benoeming van Đuro Macut als nieuwe premier van Servië toe eerst Janković te hebben gevraagd, maar deze weigerde omdat "zijn termijn van burgemeester loopt tot 3 oktober". In 2022 had de Servische president hem ook al tevergeefs gevraagd als burgmeester van Belgrado.

### Corruptie
In een interview aan de Kroatische krant Večernji list in 2010 zei Janković, dat hij "niet weet of er zelfs corruptie is in Slovenië". Op 7 januari 2013 publiceerde de Commissie voor Corruptiepreventie een rapport over Janša en Janković, waarin ze stellen dat zij "blootgesteld zijn aan corruptierisico's". Janković zou volgens het rapport ook over een niet aangegeven vermogen van 2,4 miljoen euro beschikken.

### Buitenlandse banden
In februari 2025 kwam Janković in opspraak, nadat hij zijn steun uitsprak in een persoonlijke brief aan de Servische president Aleksandar Vučić tijdens de studentenprotesten en bood zijn hulp aan "op welke manier ook en in elke vorm".
- Gemeinsame Normdatei: 1266374760
- International Standard Name Identifier: 0000 0004 0970 2252
- Virtual International Authority File: 245145541783296600646